# الدوري البحريني الممتاز 1988–89
الدوري البحريني الممتاز 1988-1989 هي النسخة الثالثة والثلاثين من الدوري البحريني الممتاز.

## نظرة عامة
توج البحرين باللقب.